# Cirsium hybridum
Cirsium hybridum là một loài thực vật có hoa trong họ Cúc. Loài này được Koch ex DC. mô tả khoa học đầu tiên năm 1815.